# Узбеки в Турции
Узбеки в Турции (тур. Türkiye'deki Özbekler, Türkiye'deki Özbek Türkler, узб. Туркиядаги Ўзбеклар, Turkiyadagi Oʻzbeklar) — одна из этнических групп страны. Как и турки, узбеки тюркоязычны и также исповедуют ислам. Численность узбекской диаспоры в Турции составляет приблизительно 70 000 человек, узбеки проживают практически во всех регионах и крупных городах страны.

## История
Первые тюрки Средней Азии прибыли в Малую Азию, то есть на территорию нынешней Турции, тысячу лет назад — в середине XI века, вместе с миграцией различных тюркских племён. В современной Турции существует девять сёл под названием Узбек: в Центральном районе области Чанаккале, на северо-западе страны, недалеко от пролива Дарданеллы; в Шабанозском районе области Чанкыры на севере; в Кулпском районе области Диярбакыр на юго-востоке; в Центральном районе области Эрзурум на востоке; в Урлинском районе области Измир на западе; в Эльбистанском и Туркоглунском районах области Кахраманмараш на юго-востоке; в Памуковинском районе области Сакарья на северо-западе; в Идильском районе области Шырнак на юго-востоке.
На четвёртом километре трассы Урла-Чешме сохранилось небольшое поселение текке «Самут Баба», которое было построено в период сельджуков одним из прибывших из Средней Азии тюркских альперенов (альперенами называют девятнадцать тысяч учеников известного мыслителя Ахмеда Ясави, которых он учил жить исламским канонам. Ясави отправил альперенов в Анатолию для распространения суфийского учения среди местного населения. Возраст текке составляет около девятисот лет.
Ныне живущие в Турции узбеки прибыли сюда в разное время. По времени прибытия их можно условно разделить на несколько эмигрантских волн:
- Узбеки, точнее их предки, прибывшие в Турцию с территории Мавераннахра в средние века.
- Узбеки, прибывшие в Турцию с территории нынешней Саудовской Аравии после распада Османской империи в годы Первой мировой войны.
- Узбеки, которые во время Второй мировой войны попали в плен к немцам и служили в Туркестанском легионе. После окончания войны часть из них нашла приют в Турции;
- Узбеки, эмигрировавшие в Турцию в 1952 году из Афганистана;
- Узбеки, вынужденно покинувшие Афганистан после вторжения туда советских войск и нашедшие временное убежище в соседних странах. В 1982 году несколько тысяч этих людей были привезены в Турцию по программе переселения в Турецкую Республику;
- Узбеки, которые по разным причинам поселились в Турции после обретения Узбекистаном независимости.

Узбеки первых эмигрантских волн были полностью ассимилированы среди турецкого населения. Сохранившие национальное самосознание узбеки прибыли в страну в течение последних нескольких десятилетий. Термину «узбекский язык» многие узбеки предпочитают турецкое слово «хемшеридже» («хамшахарча», что означает «по-землячески»).
Значительный поток эмигрантов из Средней Азии в Османскую империю, включая узбеков, начался после покорения Туркестана Российской империей, а затем в советский период. Одним из известных узбеков в современной Турции является Ахат Андижан, который стал первым представителем узбекской диаспоры дальнего зарубежья, кому удалось дослужиться до должности государственного министра Турции.

## Галерея
| |  |                                                                  |  | |  |
| Мехмет Акиф Эрсой — османский поэт (автор слов гимна Турции), религиозный просветитель (переводчик Корана), депутат, смешанного албанско-узбекского происхождения. |  | Представители узбекской диаспоры в Турции за праздничным столом. |  | Марсель Ильхан — профессиональный теннисист, узбекского происхождения, стал первым турецким спортсменом, дошедшим до 2-го круга на турнире Большого шлема |  |